# بازار سیاه (فیلم ۱۹۸۹)
بازار سیاه (به هندی: Kala Bazaar) فیلمی محصول سال ۱۹۸۹ و به کارگردانی راکیش روشن است. در این فیلم بازیگرانی همچون آنیل کاپور، جکی شروف، فرح، کیمی کاتکار، قادرخان، راضا مراد، کیران کومار، جانی لور، آنجانا ممتاز ایفای نقش کرده‌اند.